# Carlos Augusto Cristián de Meckemburgo

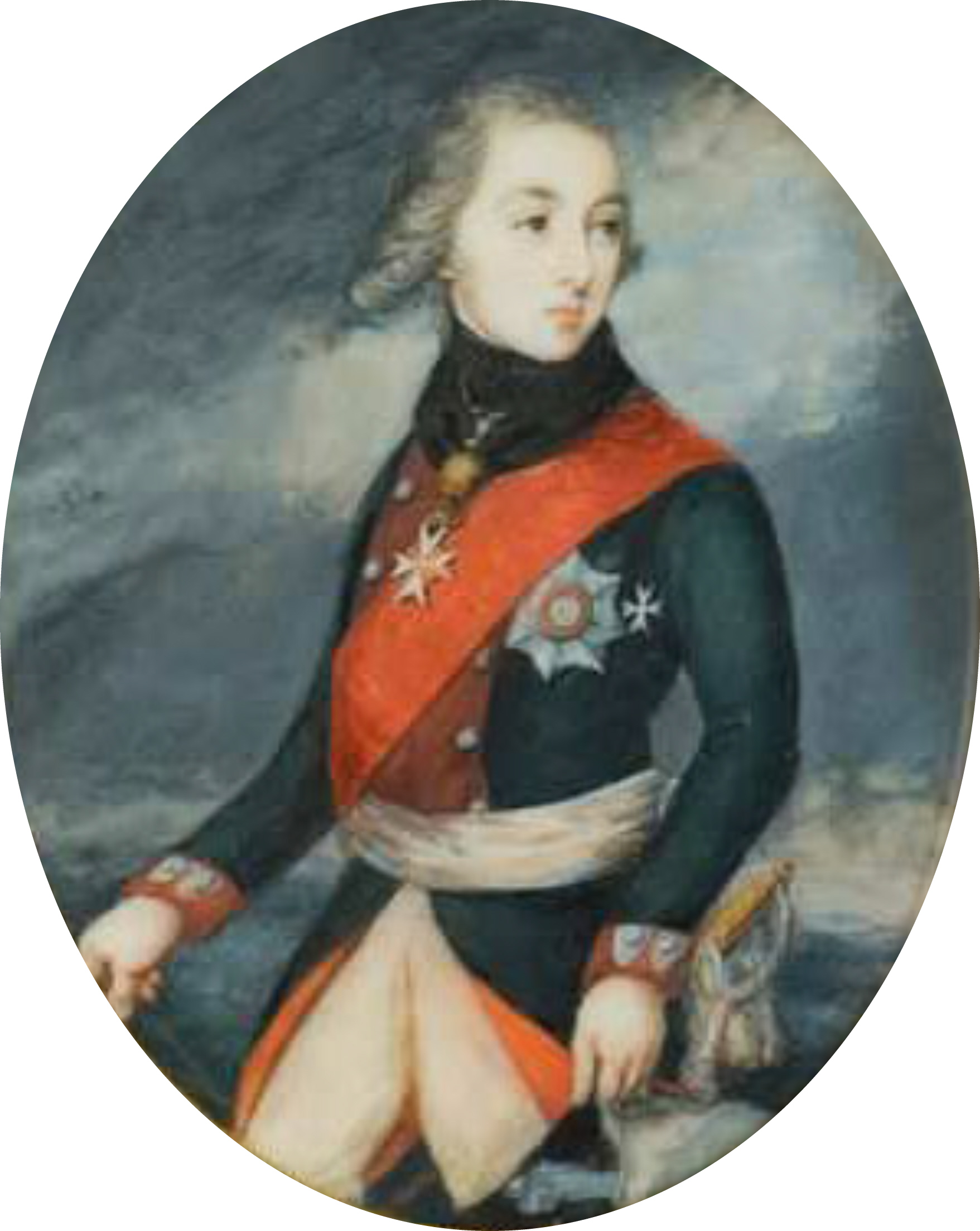
Retratado en 1801.

Carlos Augusto Cristián, duque de Mecklemburgo-Schwerin (Ludwigslust, 2 de julio de 1782-Ludwigslust, 22 de mayo de 1833) fue un soldado y general alemán que luchó en el servicio ruso contra las tropas de Napoleón.

## Biografía
El duque Carlos Augusto Cristián vino de la línea Mecklemburgo-Schwerin de la Casa Principesca Mecklemburgo. Fue el tercer hijo mayor del heredero al trono, duque y más tarde gran duque Federico Francisco I (1756-1837) y su esposa Luisa (1756-1808), hija de Juan Augusto de Sajonia-Coburgo.
El 8 de enero de 1789, cuando tenía seis años, recibió un prefecto como maestro de catedral en la catedral de Lübeck. Poco después del matrimonio de su hermano mayor Federico Luis de Mecklenburgo con la Gran Duquesa rusa Helena Pavlovna Romanova, entró en el servicio ruso. Después de un rápido ascenso, se convirtió en General de División y comandante de un regimiento estacionado en Smolensk en 1805. Al año siguiente fue ascendido a teniente general y se trasladó con el cuerpo del general Levin August de Bennigsen a Prusia. Fue gravemente herido en la batalla de Heilsberg en junio de 1807. Después del Tratado de Tilsit, regresó a Rusia y fue desplegado contra los turcos en la fase final de la guerra ruso-turca en 1811. Durante la campaña rusa en 1812, fue comandado por una brigada en la 2.ª División de Granaderos y fue herido de nuevo durante la Batalla de Borodino como parte del 8º Cuerpo del Ejército (General Borosdin). El 31 de octubre de 1812, fue ascendido a teniente general y luego luchó en las batallas de Malojaroslawetz, Vyasma y Krasnoi. En 1813 participó en las batallas de Großgörschen, Bautzen, Dresde y Kulm y en octubre de 1813 en la llamada Batalla de Leipzig. En la campaña de 1814, luchó en la Batalla de Brienne, en La Rothiére, Bar-sur-Aube y Laon, y participó en la captura de París.
A principios de mayo de 1814, después de la victoria sobre Napoleón Bonaparte, renunció a su ministerio y se retiró a Ludwigslust, donde también murió. Del 11 de julio al 3 de agosto de 1822, se quedó a bañarse en el baño mineral de Goldberg.
En 1811, llevó al hijo de cinco años de un soldado turco caído a su casa, lo hizo tomar el sol en el nombre de Carl Gustav Janus, y proporcionó su educación. Janus más tarde se convirtió en un forestal en Backendorf (hoy Bakendorf, distrito de Gammelin cerca de Hagenow).

### Premios
- Orden de San Alejandro Nevsky
- Orden de San Vladimiro
- Orden de Santa Ana
- Bailli y comandante de la Orden de San Juan